# Crassier
Crassier ist eine politische Gemeinde im Distrikt Nyon des Kantons Waadt in der Schweiz.

## Geographie
Crassier liegt unmittelbar an der französischen Grenze auf 475 m ü. M., 6 km westlich des Bezirkshauptortes Nyon (Luftlinie). Das Dorf erstreckt sich am Flüsschen Boiron de Nyon in der Ebene zwischen dem Genfersee und dem Jura.
Die Fläche des nur gerade 2,0 km² grossen Gemeindegebiets umfasst einen Abschnitt der Ebene am Jurasüdfuss. Der Gemeindeboden erstreckt sich von der Kuppe bei Bois d'Ely (475 m ü. M.) nordwärts über die Talniederung des Boiron und die leicht nach Süden geneigte Fläche der Jurafussebene hinauf. Unterhalb des Weilers Tranchepied liegt auf 515 m ü. M. die höchste Erhebung von Crassier. Von der Gemeindefläche entfielen 1997 15 % auf Siedlungen, 13 % auf Wald und Gehölze und 72 % auf Landwirtschaft. Zu Crassier gehören einige Einzelhöfe.
Die Nachbargemeinden von Crassier sind im Nordwesten La Rippe, im Norden Chéserex, im Osten Borex, im Südosten Arnex-sur-Nyon, im Südsüdosten die Genfer Exklave Céligny im Südwesten Bogis-Bossey und Divonne-les-Bains im angrenzenden Frankreich.

## Bevölkerung
| Bevölkerungsentwicklung | Bevölkerungsentwicklung | Bevölkerungsentwicklung | Bevölkerungsentwicklung | Bevölkerungsentwicklung | Bevölkerungsentwicklung | Bevölkerungsentwicklung | Bevölkerungsentwicklung | Bevölkerungsentwicklung |
| ----------------------- | ----------------------- | ----------------------- | ----------------------- | ----------------------- | ----------------------- | ----------------------- | ----------------------- | ----------------------- |
| Jahr                    | 1764                    | 1850                    | 1900                    | 1950                    | 1970                    | 1990                    | 2000                    | 2016                    |
| Einwohner               | 168                     | 162                     | 206                     | 277                     | 302                     | 512                     | 769                     | 1201                    |

Mit 1277 Einwohnern (Stand 31. Dezember 2023) gehört Crassier zu den kleineren Gemeinden des Kantons Waadt. Von den Bewohnern sind 77,9 % französischsprachig, 7,4 % deutschsprachig und 7,0 % englischsprachig (Stand 2000). Die Bevölkerungszahl von Crassier belief sich 1850 auf 162 Einwohner, 1900 auf 206 Einwohner. Nach 1970 (302 Einwohner) setzte eine rasche Bevölkerungszunahme mit einer Verdoppelung der Einwohnerzahl innerhalb von 30 Jahren ein.

## Wirtschaft
Crassier war bis ins 20. Jahrhundert ein hauptsächlich durch die Landwirtschaft geprägtes Dorf. Heute spielt die Landwirtschaft als Erwerbsquelle nur noch eine untergeordnete Rolle, sie konzentriert sich auf den Ackerbau, östlich des Ortes gibt es einen kleinen Weinberg. Weitere Arbeitsplätze sind im Gewerbe (insbesondere in einer Sägerei) und im Dienstleistungssektor vorhanden. In den letzten Jahrzehnten hat sich das Dorf zu einer Wohngemeinde entwickelt. Viele Erwerbstätige sind Wegpendler, die vor allem in Nyon und in Genf arbeiten.

## Verkehr

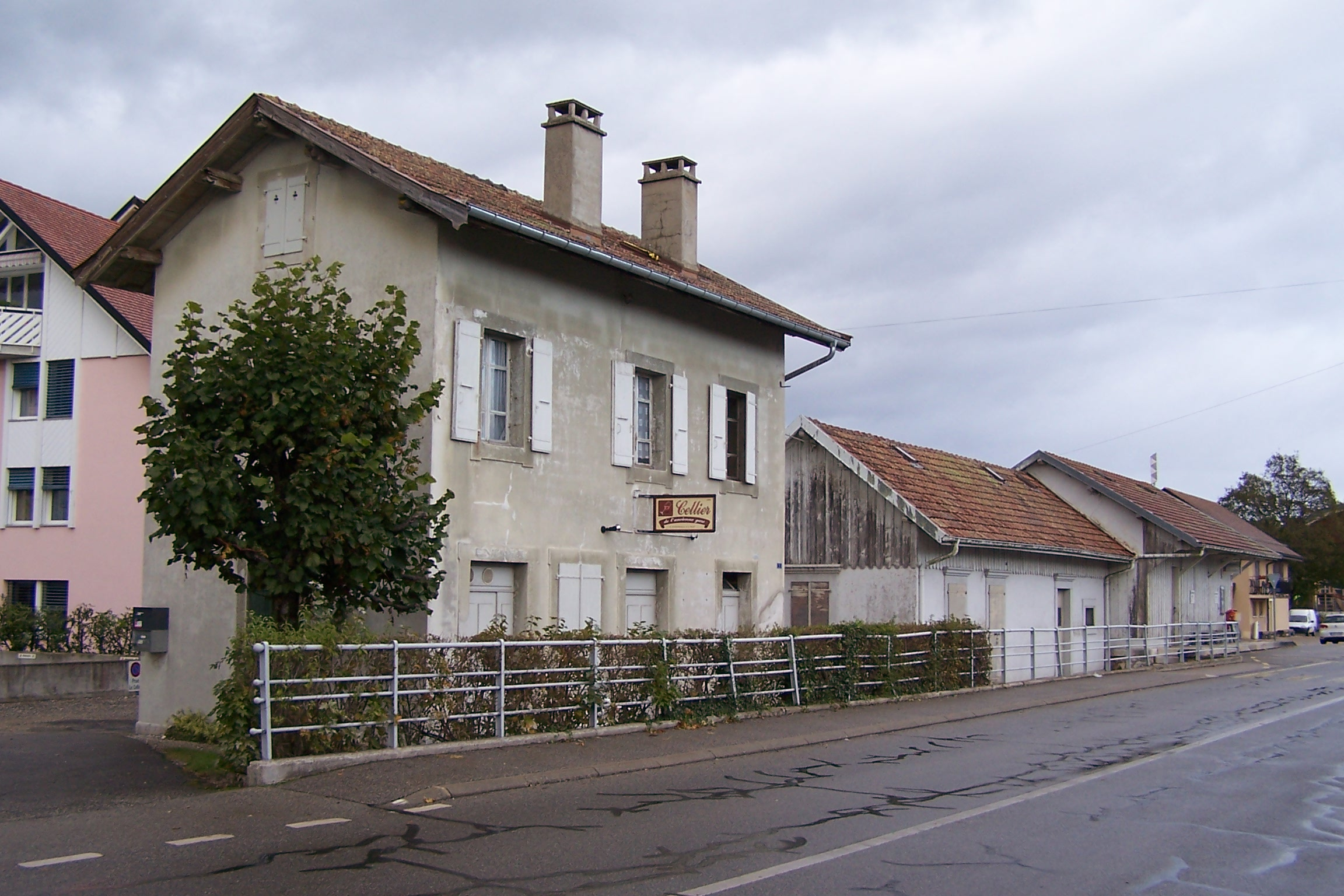
Ehemaliges Bahnhofsgebäude von Crassier

Die Gemeinde ist verkehrstechnisch gut erschlossen. Sie liegt an der Hauptstrasse von Nyon nach Divonne-les-Bains. Durch den Postautokurs, der von Nyon nach Coppet verkehrt, ist Crassier an das Netz des öffentlichen Verkehrs angebunden. Die Strasse von Crassier über Bogis-Bossey und Chavannes-de-Bogis führt zur Autobahnauffahrt Coppet an der Autobahn A1.
An der von 1905 bis 1962 betriebenen Bahnlinie von Nyon nach Divonne-les-Bains hatte Crassier einen kleinen Bahnhof.

## Geschichte
Das Gemeindegebiet war schon sehr früh besiedelt, worauf Funde aus dem Neolithikum und aus der Römerzeit hinweisen. Man hat auch Überreste von burgundischen Gräbern aus dem Frühmittelalter gefunden. Die erste urkundliche Erwähnung des Dorfes erfolgte 1123 als de Craceio, im 12. Jahrhundert erschien auch die Bezeichnung Cracie. Das Dorf war seit dem Mittelalter Sitz einer Adelsfamilie.
Mit der Eroberung der Waadt durch Bern im Jahr 1536 kam Crassier unter die Verwaltung der Vogtei Nyon. Die Ortschaft wurde 1564 durch einen Friedensvertrag zwischen Bern und Savoyen zweigeteilt. Der französische Teil, wo das im 19. Jahrhundert gebaute Schloss Crassy steht, gehörte zur französischen Gemeinde Vésenex-Crassy, die heute mit der Stadt Divonne-les-Bains im Pays de Gex vereinigt ist. Im 18. Jahrhundert wurde Crassier Sitz eines Gerichtshofes.
Nach dem Zusammenbruch des Ancien Régime gehörte das Dorf von 1798 bis 1803 während der Helvetik zum Bezirk Nyon im Kanton Léman, der mit der Inkraftsetzung der Mediationsverfassung im Kanton Waadt aufging.
Bei der Brücke über den Boiron de Nyon befindet sich eine historische Zollstation.

## Sehenswürdigkeiten
Die bereits 1225 erwähnte Pfarrkirche Sainte-Marie-Madeleine unterstand bis zur Reformation der Zisterzienserabtei Bonmont. Die reformierte Kirche wurde 1665 vergrössert und 1878 restauriert.
Die römisch-katholische Kapelle Sainte Marie Madeleine wurde 1959 vom Architekten Roger Paréaz gebaut.

## Persönlichkeiten
- Suzanne Curchod (1737–1794), Schriftstellerin und Ehefrau des französischen Finanzministers Jacques Necker